# Critério de Euler
Na teoria dos números, o critério de Euler é uma fórmula para determinar se um inteiro é um resíduo quadrático módulo um primo. Precisamente,
Seja {\displaystyle p} um primo ímpar e {\displaystyle a} um inteiro coprimo a {\displaystyle p}. Então
{\displaystyle a^{\tfrac {p-1}{2}}\equiv {\begin{cases}\;\;\,1{\pmod {p}}&{\text{ se houver um inteiro }}x{\text{ tal que }}a\equiv x^{2}{\pmod {p}},\\-1{\pmod {p}}&{\text{ se não houver tal número inteiro.}}\end{cases}}}
O critério de Euler pode ser reformulado de forma concisa usando o símbolo de Legendre:
{\displaystyle \left({\frac {a}{p}}\right)\equiv a^{\tfrac {p-1}{2}}{\pmod {p}}.}
O critério apareceu pela primeira vez em um artigo de 1748 de Leonhard Euler.

## Prova
A prova usa o fato de que as classes residuais módulo um número primo são um corpo.
Como o módulo é primo, o teorema de Lagrange se aplica: um polinômio de grau {\displaystyle k} só pode ter no máximo {\displaystyle k} raízes. Em particular, {\displaystyle x^{2}\equiv a{\pmod {p}}} tem no máximo 2 soluções para cada {\displaystyle a}. Isso imediatamente implica que além de {\displaystyle 0}, há pelo menos {\displaystyle {\tfrac {p-1}{2}}} resíduos quadráticos distintos módulo {\displaystyle p}: cada um dos {\displaystyle p-1} valores possíveis de {\displaystyle x} só pode ser acompanhado por um outro para dar o mesmo resíduo.
De fato, {\displaystyle (p-x)^{2}\equiv x^{2}{\pmod {p}}.} Isto é porque {\displaystyle (p-x)^{2}\equiv p^{2}-{2}{x}{p}+x^{2}\equiv x^{2}{\pmod {p}}.} Então os {\displaystyle {\tfrac {p-1}{2}}} resíduos quadráticos distintos são: {\displaystyle 1^{2},2^{2},...,({\tfrac {p-1}{2}})^{2}{\pmod {p}}.}
Como {\displaystyle a} é coprimo com {\displaystyle p}, o pequeno teorema de Fermat diz que
{\displaystyle a^{p-1}\equiv 1{\pmod {p}},}
que pode ser escrito como
{\displaystyle \left(a^{\tfrac {p-1}{2}}-1\right)\left(a^{\tfrac {p-1}{2}}+1\right)\equiv 0{\pmod {p}}.}
Como os inteiros{\displaystyle {\bmod {p}}} formam um corpo, para cada {\displaystyle a}, um ou outro desses fatores deve ser zero.
Agora, se {\displaystyle a} é um resíduo quadrático, {\displaystyle a\equiv x^{2}},
{\displaystyle a^{\tfrac {p-1}{2}}\equiv {(x^{2})}^{\tfrac {p-1}{2}}\equiv x^{p-1}\equiv 1{\pmod {p}}.}
Portanto, cada resíduo quadrático {\displaystyle (\mathrm {mod} \ p)} torna o primeiro fator zero.
Aplicando o teorema de Lagrange novamente, notamos que não pode haver mais do que {\displaystyle {\tfrac {p-1}{2}}} valores de {\displaystyle a} que tornam o primeiro fator zero. Mas, como observamos no início, existem pelo menos {\displaystyle {\tfrac {p-1}{2}}} resíduos quadráticos distintos {\displaystyle (\mathrm {mod} \ p)} (além de {\displaystyle 0}). Portanto, são precisamente as classes de resíduos que tornam o primeiro fator zero. As outras {\displaystyle {\tfrac {p-1}{2}}} classes de resíduos, os não-resíduos, devem tornar o segundo fator zero, ou não satisfariam o pequeno teorema de Fermat. Esse é o critério de Euler.

### Prova alternativa
Esta prova usa apenas o fato de que qualquer congruência {\displaystyle kx\equiv l{\pmod {p}}} tem uma solução única {\displaystyle x} (módulo {\displaystyle p}) dado que {\displaystyle p} não divide {\displaystyle k}. (Isso é verdade porque como {\displaystyle x} percorre todos os restos diferentes de zero módulo {\displaystyle p} sem repetições, o mesmo acontece com {\displaystyle kx} - se tivermos {\displaystyle kx_{1}\equiv kx_{2}{\pmod {p}}}, então {\displaystyle p|k(x_{1}-x_{2})}, portanto {\displaystyle p|(x_{1}-x_{2})}, mas {\displaystyle x_{1}} e {\displaystyle x_{2}} não são congruentes módulo {\displaystyle p}.) Decorre deste fato que todos os restos diferentes de zero módulo {\displaystyle p} o quadrado do qual não é congruente com {\displaystyle a} podem ser agrupados em pares {\displaystyle (x,y)} de acordo com a regra que o produto dos membros de cada par é congruente com {\displaystyle a} um módulo {\displaystyle p} (visto que por este fato para cada {\displaystyle y}  podemos encontrar tal {\displaystyle x}, exclusivamente e vice-versa, e eles serão diferentes uns dos outros se {\displaystyle y^{2}} não é congruente com {\displaystyle a}). Se {\displaystyle a} é um não-resíduo quadrático, este é simplesmente um reagrupamento de todos os resíduos {\displaystyle p-1} diferente de zero em {\displaystyle {\tfrac {p-1}{2}}} pares, portanto, concluímos que {\displaystyle 1\cdot 2\cdot ...\cdot (p-1)\equiv a^{\frac {p-1}{2}}\!\!\!{\pmod {p}}}. Se {\displaystyle a} é um resíduo quadrático, exatamente dois restos não estavam entre aqueles emparelhados, {\displaystyle r} e {\displaystyle -r} tal que {\displaystyle r^{2}\equiv a{\pmod {p}}}. Se emparelharmos esses dois remanescentes ausentes, seu produto será {\displaystyle -a} ao invés de {\displaystyle a}, onde neste caso {\displaystyle 1\cdot 2\cdot ...\cdot (p-1)\equiv -a^{\frac {p-1}{2}}{\pmod {p}}}. Em resumo, considerando esses dois casos, demonstramos que para {\displaystyle a\not \equiv 0{\pmod {p}}} temos {\displaystyle 1\cdot 2\cdot ...\cdot (p-1)\equiv -\left({\frac {a}{p}}\right)a^{\frac {p-1}{2}}{\pmod {p}}}, Resta substituir {\displaystyle a=1}  (que é obviamente um quadrado) nesta fórmula para obter de uma vez o teorema de Wilson, o critério de Euler e (elevando ao quadrado ambos os lados do critério de Euler) o pequeno teorema de Fermat.

## Exemplos
Exemplo 1: Encontrar números primos para os quais a é um resíduo
Seja {\displaystyle a=17}. Para quais primos {\displaystyle p}, 17 é um resíduo quadrático?
Podemos testar os {\displaystyle p}s primos manualmente com a fórmula acima.
Em um caso, testando {\displaystyle p=3}, temos {\displaystyle 17^{\frac {3-1}{2}}=17^{1}\equiv 2\equiv -1{\pmod {3}}}, portanto, 17 não é um resíduo quadrático módulo 3.
Em outro caso, testando {\displaystyle p=13}, temos {\displaystyle 17^{\frac {13-1}{2}}=17^{6}\equiv 1{\pmod {13}}}, portanto, 17 é um resíduo quadrático módulo 13. Como confirmação, observe que {\displaystyle 17\equiv 4{\pmod {13}}}, e {\displaystyle 2^{2}=4}.
Podemos fazer esses cálculos mais rapidamente usando várias propriedades da aritmética modular e do símbolo de Legendre.
Se continuarmos calculando os valores, encontramos:
{\displaystyle \left({\frac {17}{p}}\right)=+1} para {\displaystyle p=\{13,19,...\}} (17 é um resíduo quadrático módulo estes valores)
{\displaystyle \left({\frac {17}{p}}\right)=-1} para {\displaystyle p=\{3,5,7,11,23,...\}} (17 não é um resíduo quadrático módulo esses valores).
Exemplo 2: Encontrar resíduos dado um primo módulo p
Quais números são quadrados módulo 17 (resíduos quadráticos módulo 17)?
Podemos calculá-lo manualmente como:
{\displaystyle 1^{2}=1}
{\displaystyle 2^{2}=4}
{\displaystyle 3^{2}=9}
{\displaystyle 4^{2}=16}
{\displaystyle 5^{2}=25\equiv 8{\pmod {17}}}
{\displaystyle 6^{2}=36\equiv 2{\pmod {17}}}
{\displaystyle 7^{2}=49\equiv 15{\pmod {17}}}
{\displaystyle 8^{2}=64\equiv 13{\pmod {17}}}.
Portanto, o conjunto dos resíduos quadráticos módulo 17 é {\displaystyle \{1,2,4,8,9,13,15,16\}}. Observe que não precisamos calcular quadrados para os valores de 9 a 16, pois eles são todos negativos dos valores anteriormente quadrados (por exemplo, {\displaystyle 9\equiv -8{\pmod {17}}}, então {\displaystyle 9^{2}\equiv (-8)^{2}=64\equiv 13{\pmod {17}}}).
Podemos encontrar resíduos quadráticos ou verificá-los usando a fórmula acima. Para testar se 2 é um resíduo quadrático módulo 17, calculamos {\displaystyle 2^{\frac {17-1}{2}}=2^{8}\equiv 1{\pmod {17}}}, portanto, é um resíduo quadrático. Para testar se 3 é um resíduo quadrático módulo 17, calculamos {\displaystyle 3^{\frac {17-1}{2}}=3^{8}\equiv 16\equiv -1{\pmod {17}}}, portanto, não é um resíduo quadrático.
O critério de Euler está relacionado à Lei da reciprocidade quadrática.

## Aplicações
Na prática, é mais eficiente usar uma variante estendida do algoritmo de Euclides para calcular o símbolo de Jacobi {\displaystyle \left({\frac {a}{n}}\right)}. Se {\displaystyle n} é um primo ímpar, isso é igual ao símbolo de Legendre, e decide se {\displaystyle a} é um módulo de resíduo quadrático {\displaystyle n}.
Por outro lado, uma vez que a equivalência de {\displaystyle a^{\frac {n-1}{2}}} ao símbolo Jacobi se mantém para todos os primos ímpares, mas não necessariamente para números compostos, calcular ambos e compará-los pode ser usado como um teste de primalidade, especificamente o teste de primalidade de Solovay-Strassen. Números compostos para os quais a congruência é válida para um determinado {\displaystyle a} são chamados de pseudoprimos de Euler-Jacobi para basear {\displaystyle a}.